# Турано-Уюкска котловина
Турано-Уюкската котловина (на руски: Турано-Уюкская котловина) е междупланинска котловина в планинската система на Западните Саяни в северната част на Република Тува, в Русия.
Разположена е между хребетите Куртушибински на север и североизток и Уюкски на юг. Има форма на равнобедрен триъгълник с дължина от запад на изток около 80 km и ширино до 30 – 40 km. Надморската ѝ височина варира от 1100 m на запад и север до 700 m на изток. Релефът ѝ е хълмисто-равнинен. Отводнява се от река Уюк (десен приток на Голям Енисей) и нейните къси и бурни притоци. Почвите са тъмнокафяви и черноземни. Преобладават степните ландшафти. Развито животновъдство и по-слабо застъпено земеделие. В северната ѝ част е разположен град Туран. По североизточната ѝ периферия, на протежение около 50 km преминава участък от федерално шосе М54 Красноярск – Абакан – Кизил – граница с Монголия.

## Топографска карта
- Топографска карта N-46-Г; М 1:500 000[2]